# Мармоль, Мигель
Мигель Мармоль (исп. Miguel Mármol, 4 июля 1905, Илопанго — 25 июня 1993, Сан-Сальвадор) — сальвадорский революционер, один из основателей и руководителей Коммунистической партии Сальвадора.

## Биография
В 1930 г. становится одним из основателей Союза коммунистической молодежи и Коммунистической партии Сальвадора. Направлен делегатом на V конгресс Профинтерна в Москве. В 1932 г. участвует в крестьянском восстании, схвачен полицией и расстрелян. Однако, получив тяжелые раны, не был убит. С 1945 г. находится в изгнании в Гватемале. В 1966 г. в Праге знакомится с Роке Дальтоном.

## Книги
- Гнев и боль Сальвадора. Страницы жизни и борьбы. М.: Прогресс. 1981